# Doug McMillon
Carl Douglas McMillon (Jonesboro, em 17 de outubro de 1966) é um empresário americano, e o presidente e diretor executivo (CEO) do Walmart Inc. Ele faz parte do conselho de administração do varejista. Tendo ingressado na empresa como associado de verão no ensino médio, tornou-se o quinto CEO da empresa em 2014. Anteriormente, liderou a divisão Sam's Club da empresa, de 2005 a 2009, e Walmart International, de 2009 a 2013.

## Início da vida
McMillon nasceu em Memphis, Tennessee e cresceu em Jonesboro, Arkansas, o mais velho de três filhos de Laura e Morris McMillon, dentista que serviu no Vietnã. Seus pais mudaram a família para Bentonville, Arkansas, casa da sede do Walmart, quando McMillon tinha 16 anos. Entusiasta do esporte, McMillon jogou como arma de guarda no time de basquete da High School de Bentonville. 

## Carreira
McMillon trabalhou para o Walmart ao longo de sua carreira. Ele assumiu seu primeiro papel na empresa na adolescência em 1984. Mais tarde, ele se tornou um comprador, depois passou para cargos de gerência antes de se tornar CEO em 2014. 

### Início de carreira
Quando adolescente, McMillon começou seu primeiro emprego no Walmart como associado de verão. Ele trabalhou durante o verão descarregando caminhões em um centro de distribuição. Após o colegial, McMillon participaram Universidade de Arkansas, onde se graduou com um grau de bacharel em 1989. 
No ano seguinte, quando McMillon estudou para um Mestrado em Administração de Empresas (MBA) pela Universidade de Tulsa, ligou para o Walmart e disse a um executivo que estava interessado em treinar para se tornar um comprador ao concluir seus estudos. Logo depois, McMillon voltou ao Walmart como gerente assistente em uma loja de Tulsa, Oklahoma. Após concluir seu MBA em 1991, McMillon mudou-se para a sede do Walmart em Bentonville para participar do programa de treinamento de compradores. Originalmente encarregado de comprar equipamentos de pesca, mais tarde, ele assumiu vários papéis como comprador e comerciante, lidando com alimentos, roupas, artesanato e móveis. Mais tarde, ele trabalhou como gerente geral de mercadorias da Sam's Club, divisão de lojas do Walmart, antes de assumir um cargo executivo no Walmart, supervisionando brinquedos, eletrônicos e artigos esportivos, entre outras áreas. 

### Sam's Club (2005–2009)
O Walmart promoveu McMillon para presidente e CEO do Sam's Club em 4 de agosto de 2005. Sob McMillon, o atacadista enfatizou o marketing para clientes de pequenas empresas. Além disso, McMillon incorporou o que o The Wall Street Journal chamou de itens de "caça ao tesouro" que são itens premium caros de seleção limitada, como colares de diamantes e férias com vinho, para venda ao lado de produtos a granel baratos, na tentativa de competir com a Costco. 

### Walmart International (2009–2013)
Os funcionários do Walmart transferiram McMillon de seu cargo no Sam's Club para liderar a divisão internacional do Walmart em fevereiro de 2009 substituindo Mike Duke, que foi promovido a CEO da Walmart Stores, Inc. Sob McMillon, o Walmart International concentrou-se em melhorar as existentes. mercados, como Canadá, China, Reino Unido e Américas. Uma área de particular importância para McMillon foi integrar o modelo de "preços baixos diários" do Walmart a esses mercados internacionais. Sob McMillon, a divisão internacional adquiriu uma participação majoritária na Massmart Holdings Ltd. da África do Sul por 2,4 bilhões de dólares. 
Durante o mandato de McMillon, o crescimento das vendas do Walmart International ultrapassou o Walmart EUA e cresceu para 29% do total de vendas em toda a empresa. Quando McMillon tornou-se chefe da divisão, compreendia mais de 3.300 lojas em 14 países. Quando o Walmart anunciou que o levaria a chefiar a Walmart Stores, Inc. no final de 2013, o Walmart International operava 6.300 lojas em 26 países. 

### CEO da Walmart, Inc. (2014 - presente)
O Walmart anunciou em 25 de novembro de 2013 que McMillon se juntaria imediatamente ao conselho de administração da empresa, e substituiria Mike Duke como CEO do Walmart em vigor em 1 de fevereiro de 2014, tornando-se o quinto executivo-chefe da empresa. 
McMillon assumiu a empresa em um momento de crescimento lento e aumento da concorrência de rivais, como Costco, Amazon.com, cadeias de supermercados Kroger e Safeway e cadeias de desconto de pequenas lojas como Family Dollar e Dollar General. Nos primeiros dois anos como executivo-chefe, McMillon aumentou os salários de trabalhadores por hora nos Estados Unidos, reforçou o compromisso da empresa com o comércio eletrônico e reformulou a equipe executiva do Walmart. Embora o aumento dos gastos com mão de obra e as ofertas digitais do Walmart reduzam os lucros a curto prazo, McMillon argumentou que as mudanças levariam a trabalhadores mais felizes e a um melhor atendimento ao cliente bem como uma base melhor em um mercado de varejo em mudança. 
Em fevereiro de 2015, McMillon anunciou Walmart vai investir um adicional de 2,7 bilhões de dólares em mais elevadas associadas salários, benefícios e treinamento, inclusive elevando a sua salário mais baixo para de 9 dólares por hora em 2015 e de 10 dólares uma hora para 2016. A A ação afetou 40% dos 1,4 milhão de trabalhadores da empresa nos Estados Unidos. Em janeiro de 2016, a McMillon anunciou aumentos para a maioria de seus trabalhadores, incapacidade básica gratuita de curto prazo para trabalhadores em período integral e um programa revisado de folga remunerada. 
McMillon estabeleceu como objetivo de longo prazo do Walmart aumentar os investimentos em comércio eletrônico, enfatizando a necessidade de criar uma "experiência de compra ininterrupta". Como tal, ele anunciou em 2015 que o Walmart iria investir 1 bilhão de dólares em suas operações online. Outro objetivo é melhorar a sustentabilidade ambiental da empresa e eliminar o desperdício em toda a empresa. Em 2014, o Walmart começou a lançar uma iniciativa para substituir a iluminação em suas lojas nos Estados Unidos, Reino Unido, América Latina e Ásia por luzes LED para eficiência energética. No Fórum Econômico Mundial de Davos. em janeiro de 2016, McMillon disse que o Walmart pressionaria três de seus principais objetivos: fornecer à empresa energia renovável, eliminar desperdícios e promover produtos embalados de forma sustentável. 
Como CEO, McMillon procurou fazer uma "diferença positiva" em outras questões. Em 31 de março de 2015, McMillon emitiu uma declaração pedindo ao governador do Arkansas Asa Hutchinson que vetasse a lei de "liberdade religiosa" do estado. McMillon disse que o projeto "ameaça minar o espírito de inclusão presente em todo o estado do Arkansas e não reflete os valores que orgulhosamente defendemos". 
Em junho de 2015, McMillon disse que a empresa deixaria de vender mercadorias da bandeira confederada após o tiroteio de nove frequentadores da igreja negros em Charleston, Carolina do Sul. McMillon alterou as vendas de armas do Walmart. Ele disse à CNNMoney em entrevista que a seleção de armas de fogo do Walmart deveria ser voltada para caçadores e atiradores esportivos. Em agosto de 2015, a empresa interrompeu as vendas de armas semi - automáticas de estilo militar. 
A Forbes nomeou McMillon para sua lista de Pessoas mais poderosas do mundo em 2014, 2015 e 2016, onde ficou em 29.º, 32.º e 27.º lugar, respectivamente. ExecRank classificou o McMillon No. 4 em sua lista de 2015 dos principais CEOs de grandes empresas. 
Em dezembro de 2016, McMillon ingressou em um fórum de negócios reunido pelo então presidente eleito Donald Trump para fornecer consultoria estratégica e política sobre questões econômicas. Em agosto de 2017, McMillon escreveu uma repreensão à resposta do presidente Trump aos violentos protestos em Charlottesville, Virgínia, em um e-mail para todos os funcionários e no site interno da empresa, visível ao público. A declaração disse que o presidente "perdeu uma oportunidade crítica de ajudar a unir nosso país". Um porta-voz da empresa disse que McMillon continuaria a servir em um conselho consultivo presidencial de desenvolvimento econômico. 
Em setembro de 2019, McMillion anunciou que a empresa não venderia mais munição usada para armas de mão e armas de estilo militar. Essa atualização de política veio como resultado do tiroteio em massa ocorrido em um Walmart em El Paso, Texas, em agosto de 2019. As ações de McMillion para criar um diálogo e realizar ações em torno do problema, estabelecem um novo precedente para o modo como as empresas e seus líderes lidam esses assuntos. 

## Vida pessoal
McMillon vive com sua esposa, Shelley, em Bentonville, Arkansas. Eles têm dois filhos. Doug McMillon é um cristão nascido de novo: "Eu tenho fé em Jesus Cristo como meu Salvador". 